# بوب أليسون
بوب أليسون (بالإنجليزية: Bob Allison)‏ هو لاعب كرة قاعدة أمريكي، ولد في 11 يوليو 1934 في رايتاون في الولايات المتحدة، وتوفي في 9 أبريل 1995 في ريو فيردي في الولايات المتحدة.

## وصلات خارجية
- بوب أليسون على موقع دوري كرة القاعدة الرئيسي (الإنجليزية)
- بوب أليسون على موقعبيزبول رفرنس.كوم (الدوري الرئيسي) (الإنجليزية)
- بوب أليسون على موقعبيزبول رفرنس.كوم (الدوري الثانوي) (الإنجليزية)
- بوب أليسون على موقع جمعية أبحاث البيسبول الأمريكية (الإنجليزية)
- بوب أليسون على موقع إي إس بي إن.كوم (أم.أل.بي) (الإنجليزية)
- بوب أليسون على موقع مشجعي الرسوم البيانية (الإنجليزية)